# Ludger Ruelland
Pour les articles homonymes, voir Ludger (homonymie) et Ruelland.
Ludger Ruelland, né le 26 mars 1827 à Saint-Michel-de-Bellechasse et mort à Lévis le 27 juin 1896, est un peintre et portraitiste québécois.

## Biographie
Véritable « tâcheron » du portrait bourgeois, Ludger Ruelland est portraitiste et réalise occasionnellement des œuvres religieuses. Élève de Théophile Hamel, il œuvre notamment dans la région de Québec et du Bas-Saint-Laurent, réalisant des portraits de clients appartenant à la classe moyenne ou à la bourgeoisie. Ruelland n'atteindra néanmoins jamais la renommée de son mentor et ne s'enrichit pas grâce à son œuvre. On connaît peu de détails sur sa vie. On sait cependant qu'il s'est marié avec Marie Desanges Morency à Saint-Étienne-de-Beaumont le 9 août 1853.
Ses enfants, Wilhelmine Ruelland (1862-1932) et Georges Ruelland (1868-1915) sont aussi peintres. Connaissant moins de succès que leur père et aux prises avec la concurrence croissante de la photographie, ils meurent dans la pauvreté.

## Œuvre et influence
Des œuvres de Ludger Ruelland se retrouvent, entre autres, au sein des collections du Musée national des beaux-arts du Québec, du Musée de la civilisation et du Musée McCord. Certaines de ses œuvres figurent également dans plusieurs églises de la région de Québec. De par son style et influence, Ludger Ruelland s'inscrit dans la lignée des Hamel et Plamondon, et représente un des artistes canadiens-français notables du XIXe siècle,. 
Une rue de la ville de Lévis a été nommée en son honneur en novembre 2014, lui qui y a vécu pour la plus grande partie de sa vie.